# 西港湾
西港湾（英語：或简称，布恩屋隆语: Warn Marin）是澳大利亚东南沿海的一个半封闭的潮汐海湾，是维多利亚州第二大海湾（仅次于西面的菲利普港湾）。西港湾西面是莫宁顿半岛，南面直接与巴斯海峡相连，湾内有两个大的岛屿，分别是出口处的菲利普岛（Phillip Island）和湾中央的法国岛（French Island）。
“西港湾”的名字其实是个历史传承下来的误称，源于1798年英国探险家乔治·巴斯（1771～1803，巴斯海峡以其命名）乘捕鲸船从悉尼出发首次带领欧洲定居者探索东南海岸线时，在到达西港湾后因食物耗尽不得不折返，算是当时地图上已知最西的海湾（当时更西面的菲利普港湾内尚未建立墨尔本和吉朗等殖民点），而现今此湾其实处于当地主要港口城市的东面。
除了菲利普岛以外，法国岛和西海湾沿岸的定居点很少，绝大部分海岸线都是受湿地公约保护的国家公园和红树林湿地自然保护区，是澳洲毛皮海狮、鲸鱼（主要是南露脊鲸和大翅鲸）、海豚以及迁徙的涉禽和海鸟等动物的重要栖息地。有定居点的地区主要是畜牧的农场和酒庄。海湾的西侧海岸建有一个用于训练的小型海军基地和一个炼油厂，其余的设施多用于民用船舶娱乐和休闲捕鱼。

## 地理
和西面的菲利普港湾一样，西港湾之前曾是一个河流盆地，在全新世因为末次冰期结束后海平面上升而被淹没。西港湾现今面积为680平方（260平方英里），其中270平方（100平方英里）在退潮时会露出水面成为滩涂。西港湾的地形主要由其中的两个大岛（法国岛和菲利普岛）主导，沿岸包括岛屿在长度有263（163英里）。海湾和其中的岛屿共被七个活断层穿插，每年都会经历数次小型地震。

### 河流
- 本耶普河（Bunyip River）
- 郎朗河（Lang Lang River）
- 巴斯河（Bass River）
- 拉瑟福德溪（Rutherford Creek）
- 沃森溪（Watson Creek）
- 图拉丁溪（Tooradin Creek）
- 卡迪尼亚溪（Cardinia Creek）
- 红喙溪（Redbill Creek）
- 蚊溪（Mosquito Creek）
- 布雷拉溪（Brella Creek）
- 坦克屯溪（Tankerton Creek）

### 岛屿
- 法国岛（French Island）：面积170平方（66平方英里），人口116
- 菲利普岛（Phillip Island）：面积100平方（39平方英里），人口9000
- 鹌鹑岛（Quail Island）
- 中国佬岛（Chinaman Island）
- 丘吉尔岛（Churchill Island）
- 伊丽莎白岛（Elizabeth Island）
- 砂岩岛（Sandstone Island）
- 暗礁岛（Reef Island）
- 长岛（Long Island）
- 笛鲷岩（Snapper Rock）
- 鹈鹕岛（Pelican Island）
- 巴拉利尔岛（Barrallier Island）
- 雄羊岛（Ram Island）
- 乔岛（Joe Island）